# 치아구 마르칭스
치아구 마르칭스(Thiago Martins, 1988년 9월 19일 ~ )는 브라질의 배우이다.

## 출연 작품
- 특수 작전 (2015)